# Real Hermandad del Santo Cáliz de Valencia
La Real Hermandad del Santo Cáliz de Valencia es una corporación creada el 28 de diciembre de 1917 por nobles valencianos después de la exposición definitiva del Santo Cáliz de manera definitiva en la antigua Aula Capitular gótica (siglo XIV) de la Seo que tuvo lugar en 1916. El Arzobispo José María Salvador y Barrera aprobó en febrero de 1918 los primeros estatutos. La Real Hermandad, se trata de un cuerpo colegiado de la nobleza titulada valenciana, creado con la finalidad de contribuir al culto y divulgación de la sagrada reliquia que se conserva en la capital del Turia.

## Historia
Desde un inicio fue constituida como Hermandad bajo el monarca Alfonso XIII de España, que al poseer el cargo de Hermano Mayor, le concedió el título de Real.
Sus estatutos han variado conforme a los tiempos, si bien en sus inicios solo la integraban títulos del Antiguo Reino de Valencia u originarios de la Corona de Aragón. Las posteriores reformas el 27 de enero de 1923, hizo que su ingreso se hiciera extensivo a otros Títulos del Reino, sus consortes y primogénitos, a los Caballeros de las cuatro órdenes militares españolas, de la Orden de Malta y del Real Cuerpo de la Nobleza de Madrid. Las últimas modificaciones estatutarias tuvieron lugar el 30 de mayo de 1986, y en 11 de junio de 1999, se permite el ingreso de todos los hijos de Títulos del Reino. La Hermandad cuenta con una sección en Madrid y otra en Barcelona, y ha promovido en numerosas ocasiones diversas obras de mejora en la capilla del Santo Cáliz.
Su primer presidente fue Luis Vich, barón de Llaurí, cofundador de esta ilustre asociación junto con el barón de Santa Bárbara. Actualmente la preside Juan María Noguera Merle, VIII marqués de Cáceres y Grande de España.

## Patronazgo
La Corporación tiene por patrones a Nuestra Señora de los Desamparados, advocación mariana vinculada a las tierras valencianas desde principios del siglo XV y a San Francisco de Borja, uno de los primeros grandes apóstoles de la Compañía de Jesús.

## Fines y actividades
- Estudios y divulgación de Santo Cáliz.
- Protección de sus intereses corporativos; intelectuales, sociales y materiales.
- Asistencia a familias y personas desvalidas.
- Actividades culturales.[1]

No debe de confundirse con la Cofradía del Santo Cáliz de la Cena, erigida canónicamente en la Catedral de Valencia desde 1955, que en la actualidad cuenta con unos 4000 cofrades.